# SMS Oldenburg (1910)
Pour les autres navires du même nom, voir SMS Oldenburg.
Le SMS Oldenburg est un cuirassé allemand de 1re classe et de type dreadnought  de  la classe Helgoland. Il  a participé, au sein de la Kaiserliche Marine, à différentes opérations durant la Première Guerre mondiale. Il a été mis à l'eau le 30 juin 1910, et démoli en 1921.

## Commandants
| 1er mai à septembre 1913           | Kapitän zur See Hugo Langemak                  |
| 22 septembre 1913 au 1er juin 1916 | Kapitän zur See Wilhelm Höpfner (de)           |
| Juin 1916                          | Korvettenkapitän Paul Vollmer (provisoire)     |
| Juin 1916                          | Kapitän zur See Heinrich Löhlein (de)          |
| Juillet 1916                       | Korvettenkapitän Paul Vollmer (provisoire)     |
| Juillet 1916 à juin 1918           | Kapitän zur See Heinrich Löhlein               |
| Juin à août 1918                   | Kapitän zur See Eberhard Heydel (de)           |
| Août à septembre 1918              | Korvettenkapitän Georg Weißenborn (provisoire) |
| Septembre à novembre 1918          | Kapitän zur See Eberhard Heydel                |
| Novembre au 16 décembre 1918       | Kapitän zur See Hermann Bauer                  |